# 滨湖采尔县

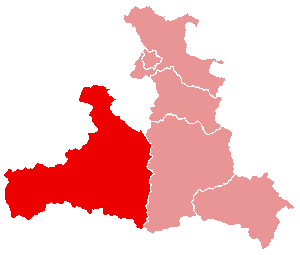
滨湖采尔县在萨尔茨堡州的位置

滨湖采尔县（德語：Bezirk Zell am See）是奥地利萨尔茨堡州所辖的一个县。总面积2640.9平方公里，总人口84124，人口密度32人/平方公里（2001年）。行政中心位于滨湖采尔。

## 行政区域
滨湖采尔县辖有28个市镇。